# دلتا کاتنین
دلتا کاتنین (انگلیسی: Delta catenin) نام گروهی از پروتئین‌ها هستند که به دو زیرگروه «دلتا-۱ کاتنین» و «دلتا-۲ کاتنین» تقسیم می‌شوند و همگی دارای ۱۰ دومِـین تکرارشوندهٔ آرمادیلو هستند.
دلتا-۲ کاتنین در مغز تولید می‌شود و برای تکامل شناختی لازم است. همچون بتا-کاتنین و گاما-کاتنین، دلتا کاتنین‌ها هم با ژن‌های مسئول آلزایمر زودرس (presenilins) در تعامل هستند. این فعل‌وانفعالات، برای عملکردِ کادهرین و تنظیم اتصالات سلول‌به‌سلول لازم است.